# Seznam osobností vyznamenaných 28. října 2017

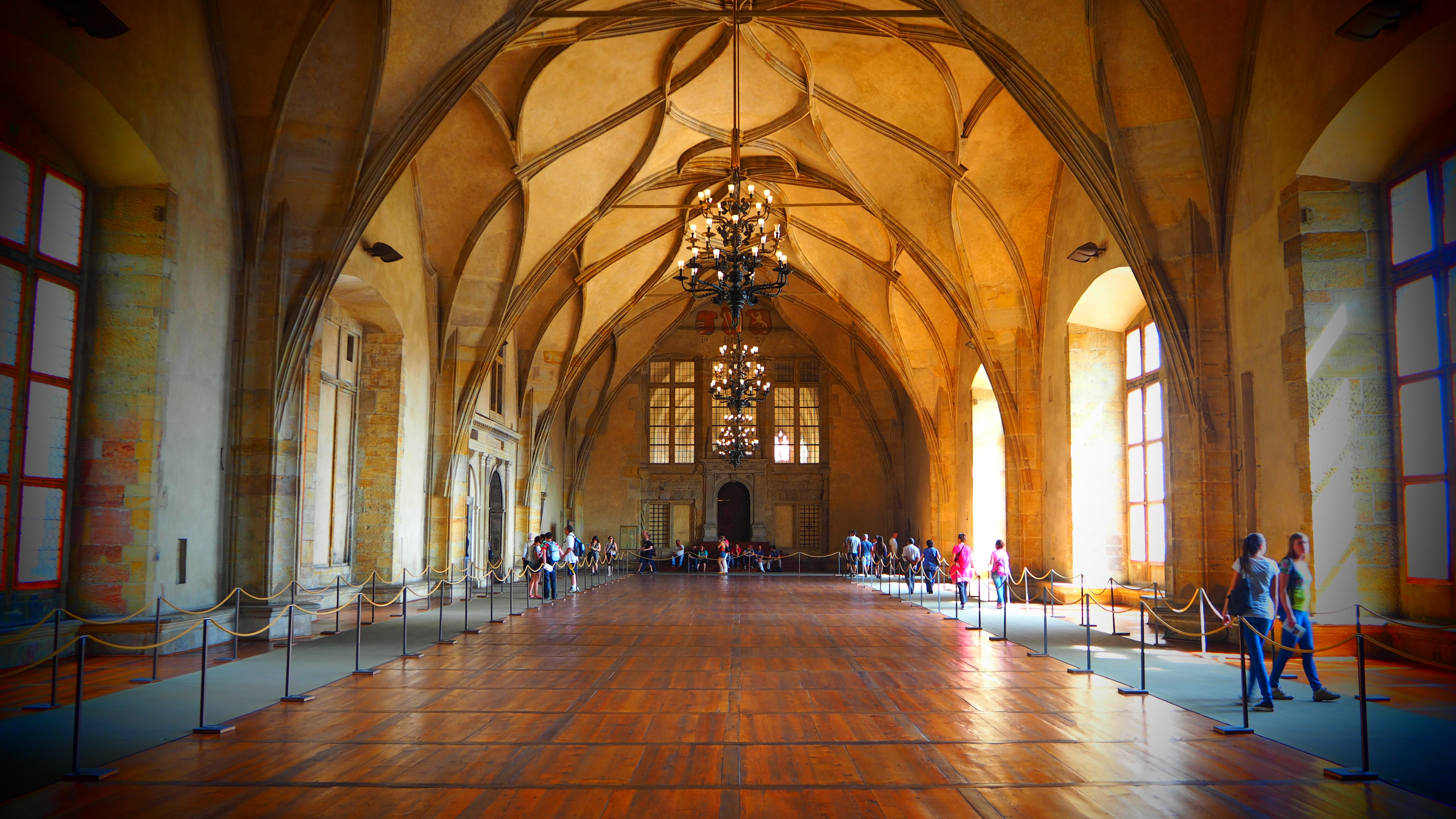
Vladislavský sál Pražského hradu, místo udílení státních vyznamenání

Toto je seznam osobností, které dekoroval prezident České republiky Miloš Zeman státními vyznamenáními při státním svátku 28. října 2017. Slavnostním udílením vyznamenání ve Vladislavském sále Pražského hradu vyvrcholily oslavy Dne vzniku samostatného československého státu. Celkem bylo oceněno 39 osobností, tj. nejvíce za pětileté funkční období Miloše Zemana.

## Ceremoniál
Prezident, který se již v průběhu dne zúčastnil pietního aktu u památníku na Vítkově a jmenoval nové armádní generály, předal všechna vyznamenání večer od 20 hodin při tradičním ceremoniálu ve Vladislavském sále Pražského hradu jako zakončení oslav 99. výročí vzniku Československa. I přes větší počet oceněných trval slavnostní akt kratší dobu, oproti předchozímu roku nebyly také přineseny insignie Řádu bílého lva a dalších státních vyznamenání a dětský sbor nezazpíval hymnu. Komentátoři si povšimli, že také vyznamenaní chodili za prezidentem na pódium, a ne on za nimi, jak bylo dříve zvykem.
Bylo pozváno více hostů, oproti předchozímu roku s 620 osobami bylo tentokrát očekáváno kolem 800. Přítomen byl mimo jiné Zemanův prezidentský předchůdce Václav Klaus s chotí Livií Klausovou, předseda čerstvého volebního vítěze hnutí ANO Andrej Babiš s manželkou Monikou Babišovou a další předsedové parlamentních stran, rovněž slovenský premiér Robert Fico, sám prezident v úvodní řeči přivítal trojici zahraničních hostů – slovinského prezidenta Boruta Pahora, starostu Vídně Michaela Häupla a bývalého německého kancléře Gerharda Schrödera. Naopak se neúčastnil premiér Bohuslav Sobotka, z ČSSD byl přítomen statutární předseda strany a ministr vnitra Milan Chovanec. Mezi pozvanými opět nebyl rektor Masarykovy univerzity Mikuláš Bek, s nímž měl Miloš Zeman již od roku 2013 osobní spor, proto nepřišli také další rektoři českých vysokých škol, kteří se místo toho sešli v dopoledních hodinách u sochy T. G. Masaryka na Hradčanském náměstí.

## Seznam vyznamenaných

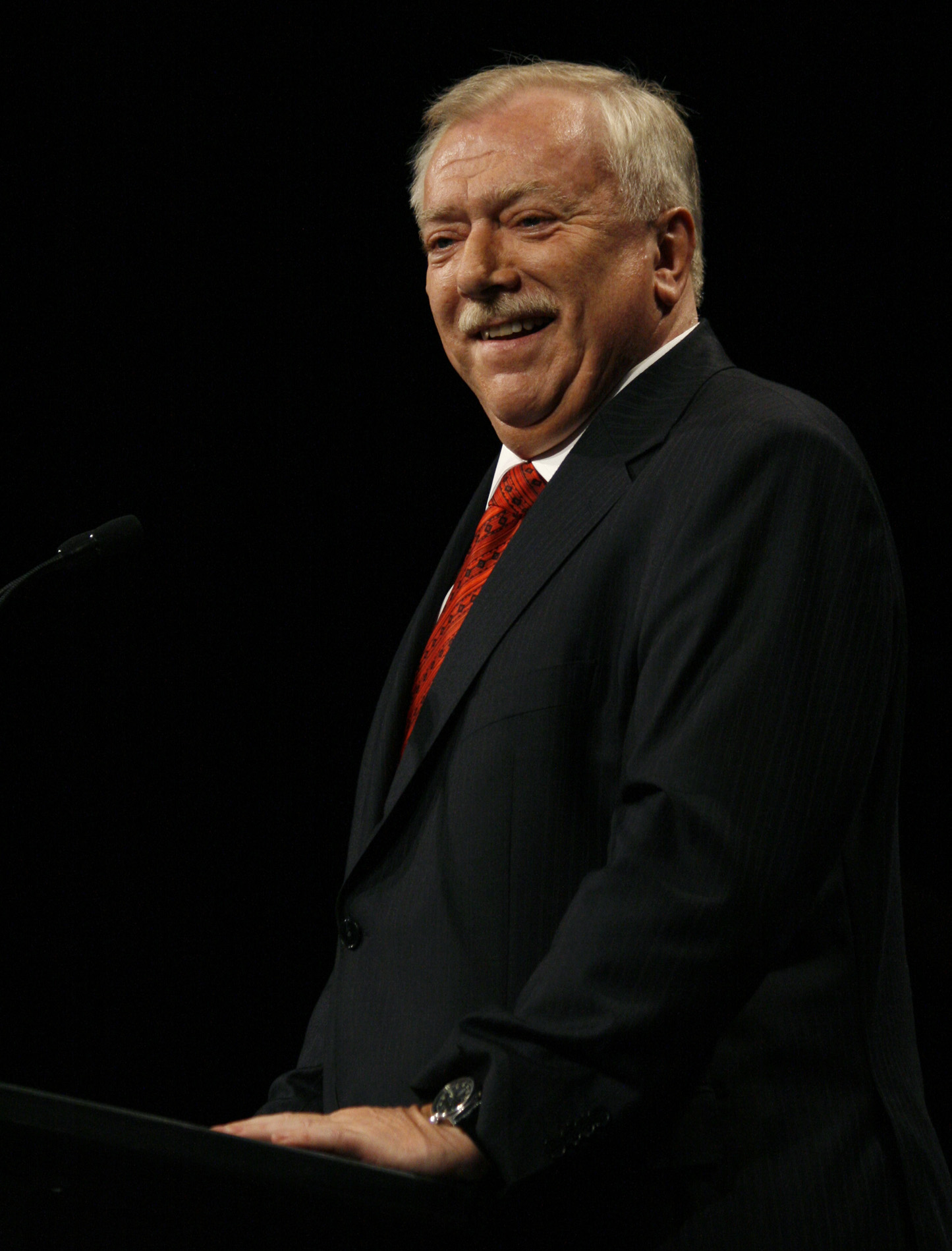
Starosta Vídně Michael Häupl, oceněný Řádem Bílého lva (foto z roku 2008)

Prezident ocenil celkem 39 osobností, z nich 10 in memoriam:

### Řád Bílého lva vojenské skupiny I. třídy
- armádní generál Ludvík Krejčí in memoriam, legionář 1. světové války
- armádní generál Karel Kutlvašr in memoriam, legionář 1. světové války
- armádní generál Karel Pezl, náčelník Generálního štábu AČR

### Řád Bílého lva občanské skupiny I. třídy
- Michael Häupl, rakouský politik a starosta Vídně
- Borut Pahor, prezident Slovinské republiky
- Gerhard Fritz Kurt Schröder, někdejší kancléř Spolkové republiky Německo

### Řád Tomáše G. Masaryka I. třídy
- Petr Beck, uprchlík z Osvětimi a bojovník za svobodu
- Charles Crane in memoriam, americký diplomat
- prof. Jože Plečnik in memoriam, architekt a urbanista

### Medaile Za hrdinství
- Václav Haase in memoriam, policista
- Jan Odermatt in memoriam, hasič
- Jan Přikryl in memoriam, partyzán
- Antonín Šubrt in memoriam, voják a účastník bitvy u Dunkerque

### Medaile Za zásluhy I. stupně
- Jaroslav Foglar in memoriam, spisovatel a skaut
- Eliška Hašková-Coolidge, bývalá zvláštní asistentka amerických prezidentů
- Juraj Kukura, herec
- Karel Loprais, několikanásobný vítěz rallye Paříž-Dakar
- Štefan Margita, operní pěvec
- Vladimír Mařík, vědec a vysokoškolský pedagog v oblasti robotiky a kybernetiky
- Soňa Nevšímalová, lékařka
- Jaromír Nohavica, písničkář a textař
- Jaroslav Pollert, vědec, vysokoškolský pedagog a odborník v oblasti hydrodynamiky disperzních soustav
- Jan Procházka, vědec a vynálezce
- Martina Sáblíková, sportovkyně a několikanásobná olympijská vítězka a mistryně světa
- Yvetta Simonová, operetní, muzikálová a populární zpěvačka
- Jan Skopeček, herec a dramatik
- Luděk Sobota, herec, bavič, scenárista a režisér
- Lubomír Stoklásek, podnikatel a průmyslník
- Jaroslav Šesták, vědec a vysokoškolský pedagog v oblasti fyziky
- Boris Šťastný, specialista na plicní choroby a pedagog
- Stanislav Štýs, odborník na životní prostředí a rekultivaci po těžební činnosti
- Jarmila Šuláková in memoriam, folklorní zpěvačka a herečka
- Zdeněk Troška, filmový a operní režisér
- Eva Urbanová, operní pěvkyně
- Helena Vondráčková, zpěvačka a herečka
- Vlastimil Vondruška, historik, publicista a spisovatel
- Miroslav Wajsar, zřizovatel a provozovatel hospicové péče
- Milan Zelený, ekonom a vysokoškolský pedagog
- Petr Žantovský, publicista, komentátor a vysokoškolský pedagog